# Andy Capp
Andy Capp és el títol d'una tira còmica creada pel dibuixant Reg Smythe per als periòdics The Daily Mirror i The Sunday Mirror. El seu format original era d'una única vinyeta, però posteriorment es va expandir fins a quatre. La tira és ara dibuixada per Roger Mahoney, qui va reemplaçar Smythe després de la seva defunció el 1998.
La tira es desenvolupa en un poble indeterminat del nord d'Anglaterra, sent un retrat de la regió en què es va criar el seu creador.
Les aficions i activitats d'Andy inclouen curses de coloms, dards, snooker (el seu nom és Delilah), jugant a futbol (que sempre implica baralles amb els altres jugadors, i sovint acaba amb Andy sent expulsat), ocasionalment cricket i rugbi, apostant per cavalls (i normalment perdent), emborratxant-se al pub local (sovint caient al canal i ser pescat per un agent, i normalment com a resultat arribant tard a casa), acabant a la presó local, pescant (i no capturant res més gran que un peix daurat), sense èxit demanant diners de tothom per una cervesa, coquetejant sense èxit amb les cambreres (també cridant-les quan no li serveixen), fent proposicions a les bargirls (i normalment rebutjades, però de vegades té èxit), tocant i dormint al sofà, jugant al pòquer (i normalment fent trampes amb cartes amagades, tot i que els lectors ho veuen clarament), i lluitant amb la seva llarga dona Florrie (també coneguda com "Flo"), a més de servir-li menjar cremat per ella.
Creators Syndicate la distribueix internacionalment. El seu protagonista ha estat comercialitzat com a mascota d'una línia d'aperitius (Andy Capp's fries) i una difunta cadena de cursos de minigolf en Brevard County, Florida.
Una estàtua d'Andy Capp es va erigir a Hartlepool el 28 de juny de 2007. Va ser esculpida per Jane Robbins.